# 충주 신흥사 석조나한상군
충주 신흥사 석조나한상군(忠州 新興寺 石造羅漢像群)은 충청북도 충주시 엄정면
, 신흥사에 있는 조선시대의 나한상군이다. 2005년 9월 16일 충청북도의 문화재자료 제50호로 지정되었다.

## 개요
조선시대로 추정되는 신흥사석조나한상들은 특이하게 머리에 두건을 쓴 모습들이 일반적인 나한상과 구분되는 독특한 양식이며 상반신부터 하반신까지 이목구비, 삼도, 의문 등의 표현이 섬세하게 드러난 나한상으로 불상양식 연구에 귀중한 자료이다.

## 참고 자료
- 충주 신흥사 석조나한상군 - 국가유산청 국가유산포털